# تپه پسوه ۲
تپه پسوه ۲ مربوط به هزاره ۵ قبل از میلاد - هزاره اول قبل از میلاد است و در شهرستان پیرانشهر، بخش لاجان، دهستان لاهیجان شرفی، روستای پسوه واقع شده و این اثر در تاریخ ۷ اسفند ۱۳۸۵ با شمارهٔ ثبت ۱۷۷۰۵ به‌عنوان یکی از آثار ملی ایران به ثبت رسیده است.